# Jean VI d'Alexandrie (Copte)
Jean VI d'Alexandrie est un  patriarche copte d'Alexandrie du 29 janvier 1189 au 7 janvier 1216.

## Contexte
Selon L'Art de vérifier les dates il se nommait Abulmaged (Abu al-Majd) et était le fils d'un marchand syrien nommé Abulgared (Abu Ghaleb ibn Sawiris) d'abord moine au monastère Saint-Macaire de Scété. Il succèda à  Marc III le 5 février 1189 ou selon Venance Grumel le 29 janvier.
Il fut le dernier patriarche copte à consacrer un évêque pour la Cyrénaïque avant que la région ne devînt totalement musulmane. Jean VI mourut le jour 12 de Tybi, 932 A.M. selon le calendrier copte. Soit le 7 janvier 1216. Faute d'un accord sur son successeur le siège demeura vacant pendant 19 ans 5 mois et 10 jours.